# 碓氷と彼女とロクサンの。
『碓氷と彼女とロクサンの。』（うすいとかのじょとロクサンの。）は、阿羅本景による日本のライトノベル。イラストはバーニア600が担当している。ファミ通文庫（KADOKAWA）より2015年8月に刊行されている。

## 概要
1997年9月30日。伝説のあの夜を知らない子供たちが、碓氷の歴史を作る――をテーマに碓氷観光開発コンソーシアム・鉄道プロジェクト（通称「しぇるぱ部」）の女子4人とそのうちの1人である浅間夏綺に誘われて入部した志賀真（男）の活躍を書く作品である。

## 登場人物

### しぇるぱ部
正式名称は碓氷観光開発コンソーシアム(UTEC)・女子学生鉄道プロジェクトチーム。しぇるぱ部とは朱鷺音が付けた愛称。
志賀 真（しが まこと）
本作の主人公。群馬県安中市にある安中市立松井田高等学校（通称「松高」）の一年生（B組）。男子ながらに華奢な体型にかわいい女顔なのが悩みの種。
浅間 夏綺（あさま なつき）
機関士担当。真と同じ松高の一年生（A組）。温泉旅館「あさまや」の娘で、学校でも指折りの美少女。愛称は「なつきち」。機関士としてのセンスは抜群だが、人が運転する乗り物には酔いやすい。
白鳥 明日香（しらとり あすか）
しぇるぱ部の部長。軽井沢女子高校の自治会長を務める二年生。関東有数の鉄道企業体、「武蔵鉄道」のオーナーの長女。男嫌い。押しが強くリーダーシップを取る女傑。
萩野 朱鷺音（はぎの ときね）
しぇるぱ部の副部長・広報担当。松高二年生（C組）。峠の釜めしで有名な「はぎのや」の娘。交渉事には長けており、「こんなこともあろうかと!」的な準備も怠らない。
自作のゆるきゃら『かまめっしー』を全国的にプロデュースするという野望を持っている。
かまめっしー
朱鷺音が自腹で大枚はたいて発注した釜めしをモチーフとしたゆるキャラ。ただし、重く見通しや通気性が悪いため誰も中に入りたがらない。
丸池 みすず（まるいけ みすず）
整備・保線担当。軽井沢女子高校の一年生。筋金入りの鉄道マニアで、特に鉄道の音に夢中な「音鉄」。明日香のお世話係。
戸隠 愛莉（とがくし あいり）
元部員。夏綺とロクサンの正機関士を争うライバルだったが、何らかの理由でしぇるぱ部を辞めている。

### 志賀家
志賀 真
しぇるぱ部参照
志賀 葵（しが あおい）
真の姉。松高三年生であり、松高の生徒会長。かなりの美人だが武道に長けており校内の生徒からは「鬼の葵姫様」として恐れられている。
志賀 忠（しが ただし）
真の父。仕事の都合で地方に転任している。
母
名前は不明。忠の面倒を見に行っている。
志賀 武（しが たけし）
真の祖父。朝は散歩に行っている。元国鉄・JR職員であり、真のアルバイトのツテを付けた。
由季（ゆき）
真の従姉妹。苗字は不明。現在はアイドルグループ「ユニオン・セレスティア」の第二期新メンバーでYUKIと名乗っている。

### 松井田高等学校
志賀 真
浅間 夏綺
萩野 朱鷺音
志賀 葵
野辺山 治男（のべやま はるお）
真の親友で幼馴染。松高の一年生で真と同じB組。野球の才能があり強豪校に行けるだけの実力があるが、真と一緒にいたいがために松校に入学した。

### 軽井沢女子高校
白鳥 明日香
丸池 みすず

### 碓氷峠鉄道文化むら
佐原（さはら）
碓氷峠鉄道文化むらの体験運転の指導教官でベテラン機関士。EF63形が生まれる前から横川機関区に勤めていた古強者。

## 登場車両

### 機関車
EF63形（ロクサン）
通称「峠のシェルパ」。信越本線・横川 - 軽井沢間にある、勾配のきつい碓氷峠を超えるために開発された、専用の電気機関車。形式称号から「ロクサン」とも呼ばれる。碓氷峠鉄道文化むらには11・12・24・25号機が体験運転用に動態保存されており、軽井沢駅の旧1番線には2号機が静態保存されている。

### 電車
169系
165系にEF63形との協調運転用の機器を装備した車両。本作ではS52編成（3両編成）がしなの鉄道から碓氷観光開発コンソーシアムに譲渡されたという設定になっており、普段は横川駅の待避線に留置されている。
ただし実車のこの編成は廃車解体済みであり、S51編成の3両がしなの鉄道坂城駅で展示・公開中である。

## 書誌情報
|   | タイトル                 | 発売日        | ISBN              |
| - | ------------------------ | ------------- | ----------------- |
| 1 | 碓氷と彼女とロクサンの。 | 2015年8月29日 | 978-4-04-730654-7 |

## ドラマCD
イラスト担当のバーニア600が主宰する同人サークル「ぢま鉄」による同人作品として発売。
| 発売日        | タイトル                                                      | 規格品番  |
| ------------- | ------------------------------------------------------------- | --------- |
| 2017年8月14日 | SOUND DRAMA CD 碓氷と彼女とロクサンの。 -最後の夜=始まりの灯- | DMTS-6312 |

CAST
浅間夏綺 / 五十嵐裕美
志賀真 / 沼倉愛美
白鳥明日香 / 加隈亜衣
丸池みすず / 阿澄佳奈
萩野朱鷺音 / 高森奈津美
釜めし売り / 市川照雄（おぎのや）
駅員・車掌 / 野月貴弘(SUPER BELL"Z)
菊本平・高橋伸也・渡辺優里奈・岡田幸子